# Schuhmodell
Ein Schuhmodell ist ein bestimmter Typ von Schuh, der sich durch optische oder funktionelle Merkmale von anderen Typen von Schuhen unterscheidet. Gleichen sich die sichtbaren Merkmale (Formen, Materialien), handelt es sich um das gleiche Schuhmodell; unterscheiden sie sich eindeutig voneinander, handelt es sich um ein anderes Schuhmodell. Meist sind diese Merkmale auf das als Schuhschaft bezeichnete Schuhoberteil beschränkt. Selten werden auch Merkmale des Schuhbodens wie die Absatzform oder -höhe zur Abgrenzung verschiedener Schuhmodelle voneinander hinzugezogen.

## Geschichte
Alle heute existierenden Schuhmodelle gehen auf eine kleine Anzahl von Grundmodellen zurück, von denen die meisten im 19. Jahrhundert entwickelt wurden. Zu dieser Zeit begann die Schuhmode sich im Hinblick auf die Anzahl verfügbarer Modelle und qualitativer Unterschiede differenziert zu entwickeln. In früheren Epochen gab es zwar auch bereits Modeerscheinungen im Bereich der Fußbekleidung (Schnabelschuhe, Kuhmaulschuhe), doch waren diese für alle Käuferschichten relativ einheitlich und währten über viele Jahrzehnte hinweg. Erst im 19. Jahrhundert änderte sich das zunehmend: Die ersten Modejournale kamen auf, die industrielle Schuhproduktion schuf neue Modelle oder Modellvarianten, um sich von den handgefertigten Schuhen abzuheben, und die Dandys dieser Zeit gaben neue Trends vor. Bei den Damen wurden die Röcke erstmals kürzer, so dass auch die Schuhe verstärkt in das Blickfeld rückten. Verbesserte Herstellungsverfahren wie beispielsweise unsichtbare Verstärkungen aus Stahl für den Schuhboden (stählerne Gelenkfeder von Salvatore Ferragamo), neue Gerbtechniken (Chromgerbung) und damit neue Möglichkeiten der Lederfärbung, das Entstehen einer Haute Couture und weitere Entwicklungen führten zu einer bis dahin nicht gekannten Modellvielfalt.

## Definitionen und Abgrenzungen
Es gibt verschiedene Möglichkeiten, Schuhtypen voneinander abzugrenzen und einzuteilen. Doch führt das nicht unbedingt zu einer Aufteilung nach Schuhmodellen.
So reichen beispielsweise simple Unterscheidungen in drei Grundmodelle wie Sandale, Halbschuh und Stiefel nicht aus, um der Vielfalt unterschiedlicher Modelle gerecht zu werden.

Auch eine Einteilung, die sich an kulturhistorischen Kriterien orientiert und fünf Grundmodelle differenziert (Sandale, Mokassin oder Opanke, Stiefel, Pantoffel und Halbschuh), greift zu kurz.

Ebenfalls verbreitet ist die Einteilung in acht Schuhmodellkategorien: Pumps, Oxford, Sandale, Stiefel, Mokassin, Loafer, Schnallenschuh und Clog.
Die letztgenannte Differenzierung kommt der Schuhmodellwirklichkeit schon wesentlich näher, wenngleich auch sie nicht annähernd die Anzahl der wirklich existierenden Schuhmodelle erfasst, ganz zu schweigen von deren Untergruppen. Tatsächlich stellt sich in der Fachwelt die Kategorisierung als sehr problematisch heraus. Differenziert man zum Beispiel nach der Schuhverschlussart (Loafer, Monkstrap, Schnürschuh), hilft das letztlich nicht weiter. So wird man sowohl bei einem Damenpumps als auch beim Mokassin jeweils keinen Verschluss bemerken, doch handelt es sich trotz dieses gleichen Kriteriums um grundverschiedene Schuhtypen. Doch ungeachtet der verschiedenen Kategorisierungsversuche herrscht in Bezug auf die Definition der jeweiligen Schuhmodelle Einigkeit. Ein Gummistiefel ist immer ein Gummistiefel und ein Wanderschuh immer ein Wanderschuh.

## Kriterien
Betrachtet man die Kriterien, die zu den unterschiedlichen Modellen führen, so sind dies in erster Linie Unterscheidungen im Schaftbereich. So grenzt beispielsweise das Vorhandensein eines Schuhverschlusses die Schlupfschuhe (Pumps, Loafer und Mokassin) von anderen Modellen (Schnürschuhen, Schnallenschuhen usw.) ab. Selten sind auch Bodenmerkmale für die Unterscheidung ausschlaggebend (Beispiel: Ein Schlupfschuh mit Absatz ist ein Pumps oder ein Loafer, ohne Absatz ein Mokassin).

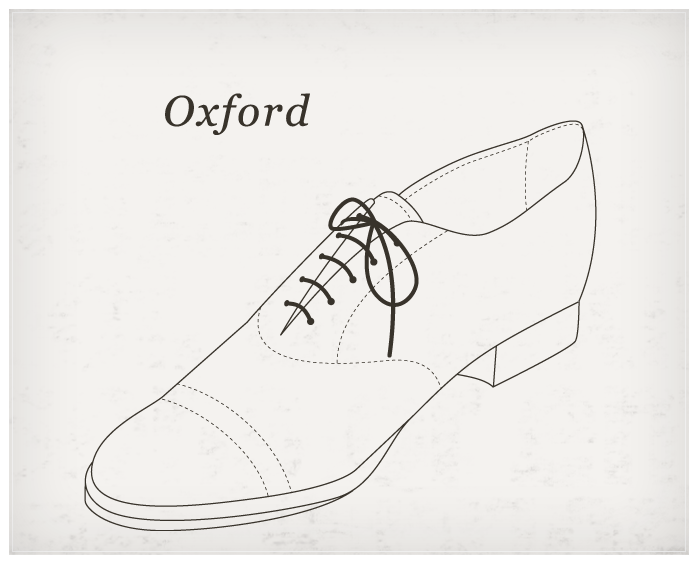
Captoe-Oxford

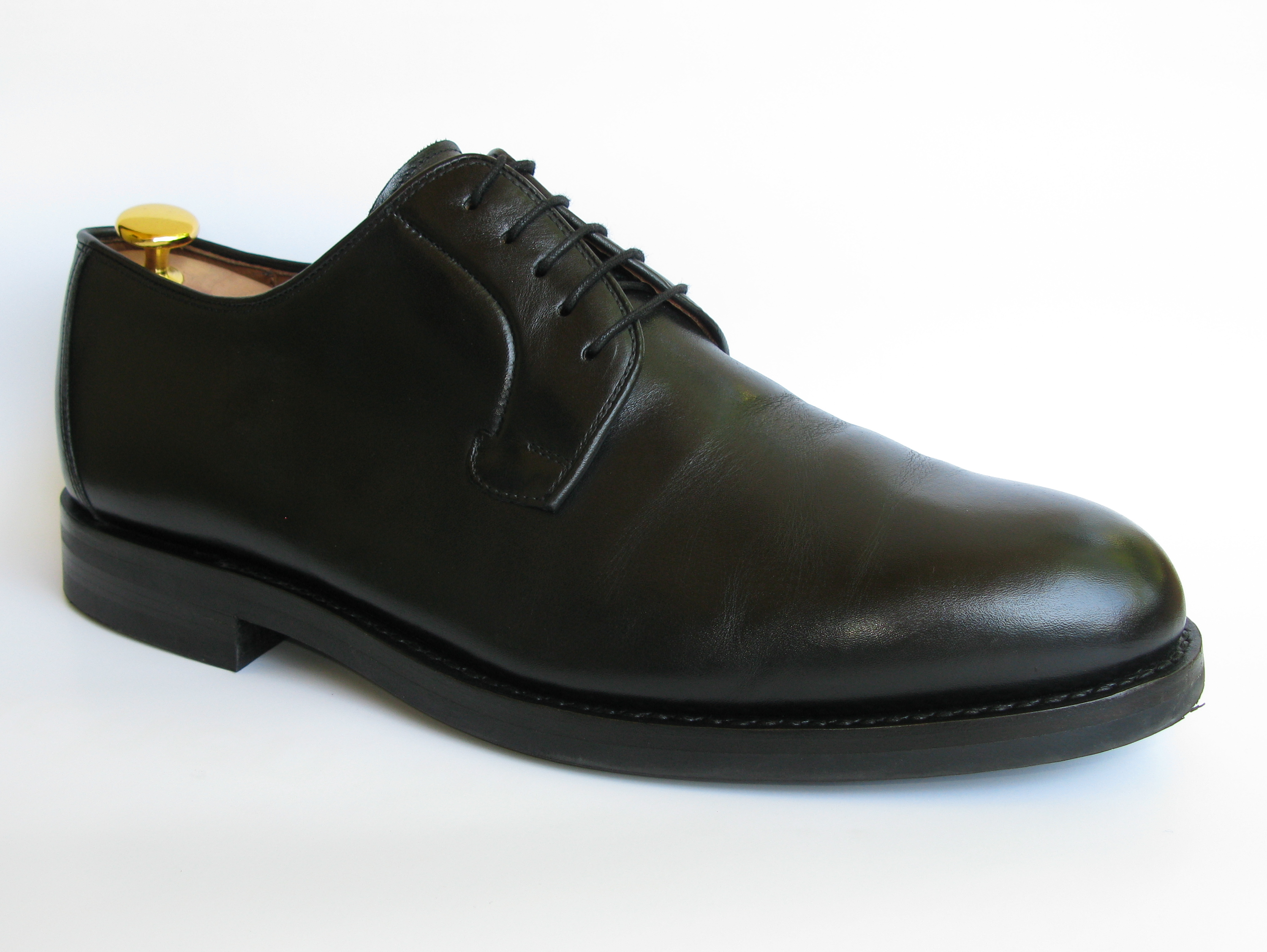
Schwarzer Blücher mit Schaft aus einem Stück Leder gearbeitet

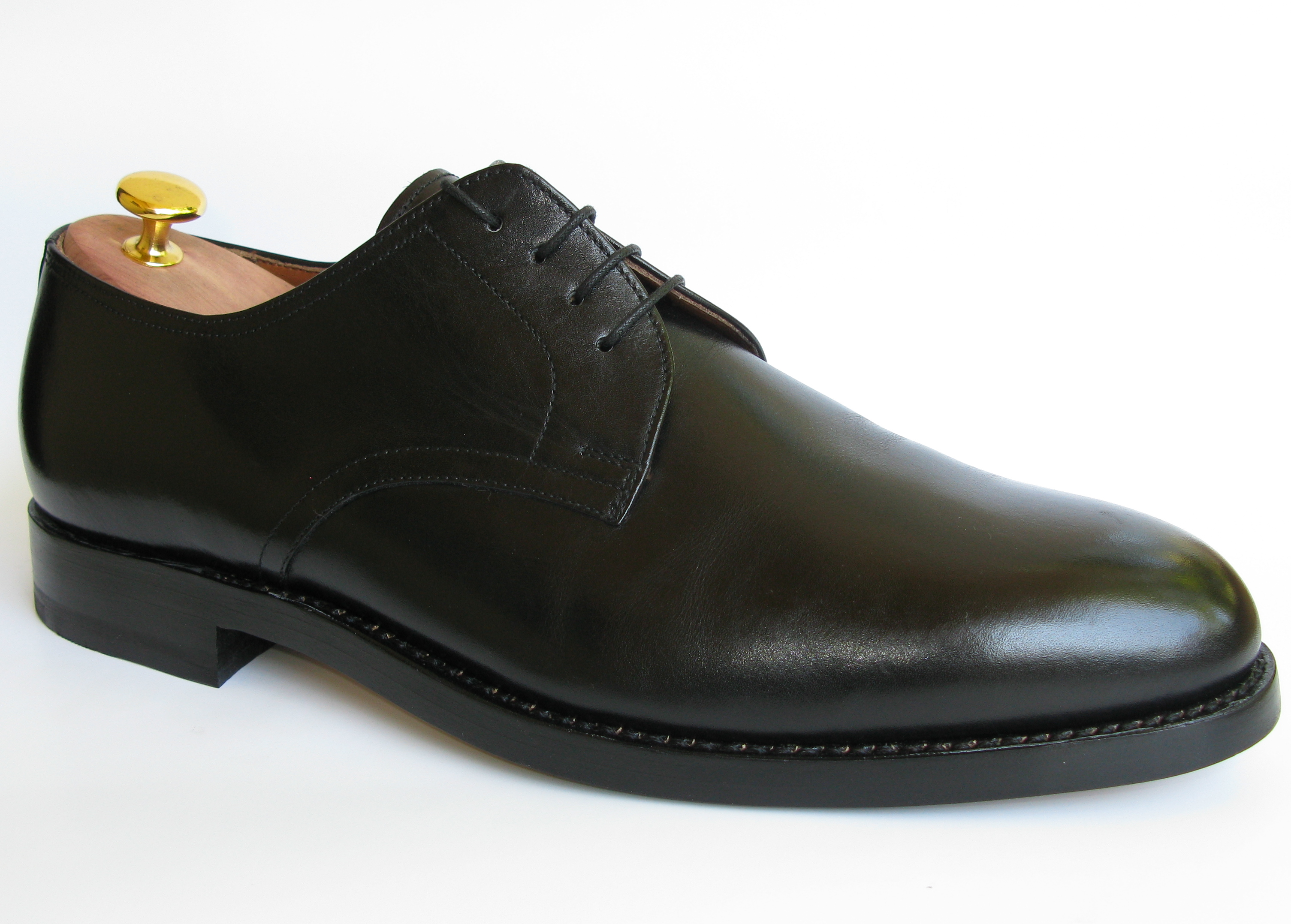
Schwarzer Derby, rahmengenäht mit Gummisohle

Am Beispiel Oxford (franz. Richelieus), einem klassischen Herrenschuhmodell, das als das eleganteste Schuhmodell zum Anzug gilt, sei das erläutert:
- Kriterium Schnürung:

Ist es eine so genannte geschlossene Schnürung, ist das Schuhmodell ein Oxford, ist es eine offene Schnürung, nennt man das Schuhmodell einen Blücher oder Derby. Die Bezeichnung offen (oder geschlossen) hat nichts mit einer gebundenen (oder nicht gebundenen) Schleife zu tun, sondern bezieht sich auf den Schaftschnitt, wo die V-förmig zusammenlaufenden Verschlussteile beim Oxford unter dem Vorderteil enden, während sie beim Derby T-förmig aufliegend nach vorne offen sind.
- Kriterium Schafthöhe (z. B. Pumps/Loafer, Halbschuh, Bootee, Stiefel, Schaftstiefel usw.)

ein und derselbe Schaftschnitt kann beispielsweise ein Oxfordhalbschuh oder ein Oxfordstiefel sein, je nach Höhe (der eine endet in der Fußbeuge, der andere ist mindestens überknöchelhoch)
- Kriterium Schaftschnitt (Anzahl der Schaftteile und deren Anordnung zueinander)

Besteht der gesamte Schuhaußenschaft nur aus einem Stück Leder, spricht man vom Wholecut oder One piece Oxford. Ist zumindest das Vorderteil nahtlos, nennt man dies einen glatten Oxford oder mit der Fachbezeichnung einen Plain Oxford. Der ansonsten gleich geschnittene Captoe Oxford hat hingegen eine zusätzliche Querkappe über den Zehen.
- Kriterium Verzierungen (Lochverzierungen – sogenannte Broguing, Schaftteilkanten, Schuhschmuck in Form von Metallapplikationen usw.)

Zeigt der oben genannte Captoe Oxford noch eine ornamentale Lochverzierung auf der Querkappe, handelt es sich um einen Halfbrogue Oxford. Gibt es hingegen noch weitere Verzierungen der Schaftteilkanten und ist die Querkappe auf die Seiten des Schuhs flügelartig verlängert (sog. Flügelkappe), ist es ein so genannter Fullbrogue Oxford;  reicht sie bis an die hintere Schaftnaht an der Ferse (Fersennaht), nennt sich das Schuhmodell Longwing.

## Damenschuhmodelle

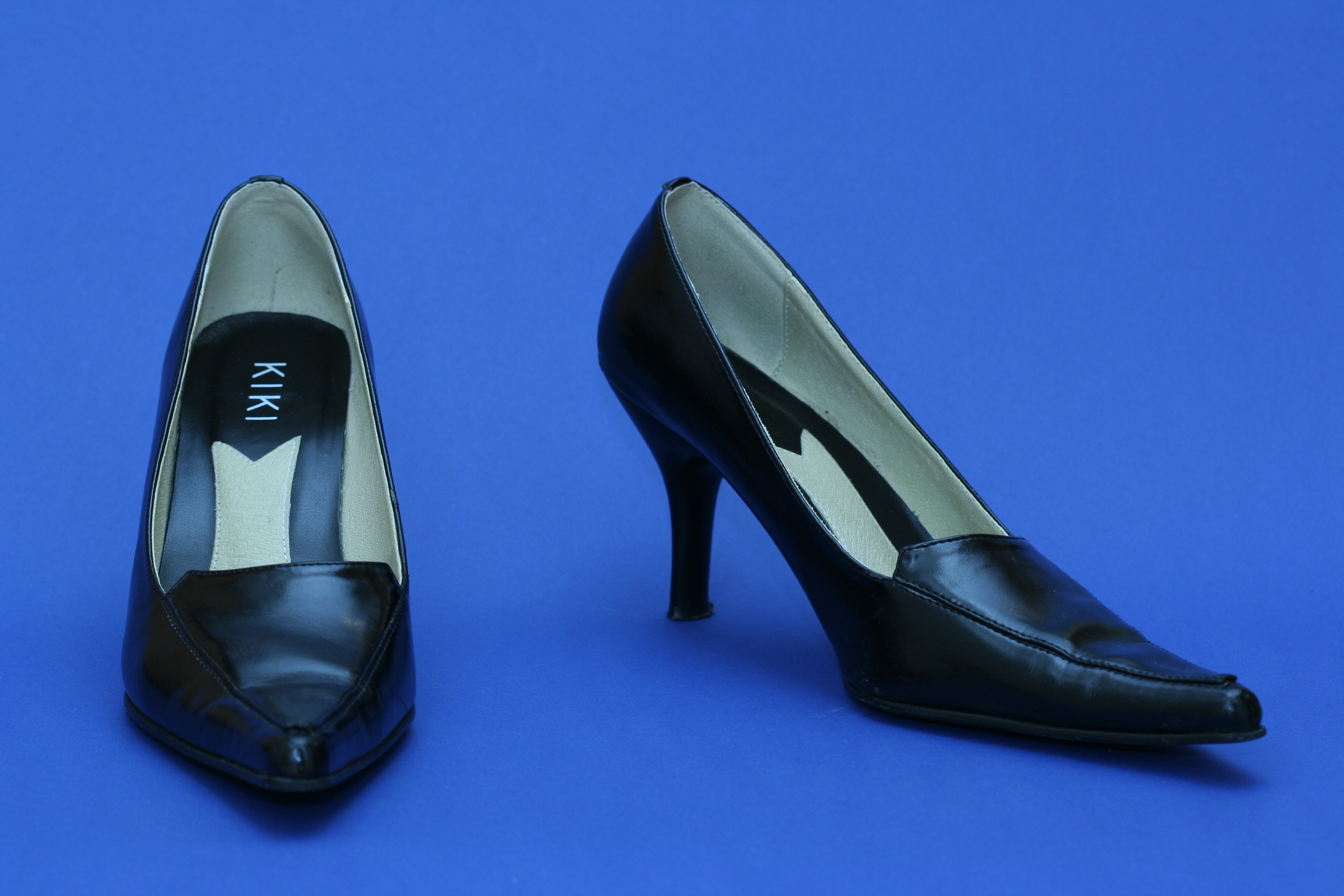
Umgangssprachlich: Pumps (streng gesehen keine Pumps, da kein einteiliger Schaft)

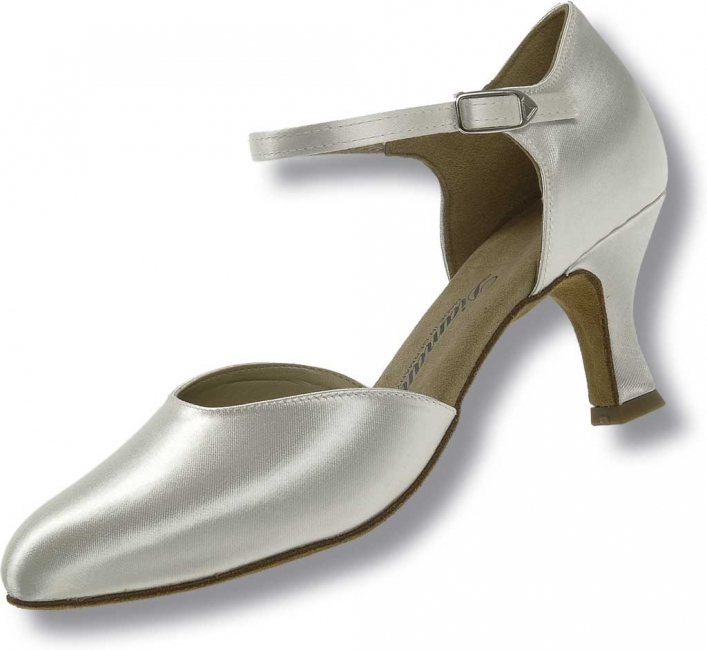
Damen-Standardtanzschuh als Deux-Pieces

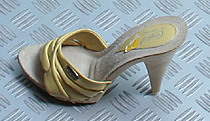
Sandalette

Schuhmodelle für Frauen haben sich zum Teil aus Männerschuhen entwickelt (Pumps und D’Orsay). Generell wird beim Damenschuh ein feminineres Erscheinungsbild angestrebt. Dies geschieht durch einzelne Merkmale oder eine Kombination derselben:
- Schuhschmuck (z. B. auf dem Schaft befestigte zierende Schleifen),
- dünnere Riemen (sog. Riemchen, beispielsweise bei Sandaletten),
- höhere Absätze (so bei der Pantolette im Gegensatz zu dem für den Mann gedachten Pantoffel),
- eine größere Farb- und Materialauswahl bei den Schäften (Männerschuhe sind überwiegend schwarz oder braun und bestehen aus einfach deck- oder durchgefärbten Rind- oder Kalbleder),
- weiter ausgeschnittene Schäfte (die Füße sind dadurch entblößter als beim Männerschuh, vgl. Ballerina.)
- die Herstellung auf so genannten Damenleisten, die sich nicht nur an der Größe, sondern ebenso an der Gestalt des Frauenfußes orientieren.

Spezielle Damenschuhmodelle kamen verstärkt Ende des 19. Jahrhunderts auf, als die Röcke/Kleider kürzer wurden und überhaupt einen Blick auf die Schuhe erlaubten. Bekannte Designer kreierten neue Modelle beziehungsweise Varianten davon. Damenschuhmodelle und die Damenschuhmode werden erst durch die Arbeiten bekannter Designer möglich. Eine kleine Auswahl bekannter Namen: Manolo Blahnik, Jimmy Choo, Robert Clergerie, Patrick Cox, Ann Demeulemeester, David Evins, Salvatore Ferragamo, Bernard Figueroa, Maud Frizon, Emma Hope, Charles Jourdan, Behnaz Kanani, Christian Lacroix, Beth Levine, Christian Louboutin, Paul Mayer, John Moore, André Perugia, Andrea Pfister, Dries van Noten, Roger Vivier, Masahiro Wakabayashi, Stuart Weitzman u. v. a. m.
Trotz der auf den ersten Blick sehr groß erscheinenden Modellvielfalt lassen sich alle Damenmodelle auf nur wenige Grundtypen zurückführen: Dazu zählen Pumps, Ballerinas, Spangenschuhe, High-Heels, Peeptoes, Sandaletten, Mules, Deux-Pièces, Slings usw. Durch die ständig wechselnde Mode, die immer wieder einzelne Details (Absatzhöhen, Absatzformen, Spitzenformen, Sprengungen, Schafthöhen usw.) der Damenschuhe verändert, wirkt die Vielfalt der Damenmodelle größer, als sie tatsächlich ist.

## Artikel zu einzelnen Schuhmodellen
Babyschuh, Badeschuh, Ballerina, Balmoral, Bergschuh, Blücher, Bootsschuh, Brautschuh,  Brogue, Budapester, Bundschuh, Chelsea-Boot, Clog, Cowboystiefel, Derby, Deux-Pièces, Espadrilles, Flip-Flops, Fullbrogue, George-Boot, Geta-Schuh, Gummistiefel, Gymnastiksandale, Haferlschuh, Halbschuh, Halfbrogue, Hausschuh, Holzschuh, Holzsandale, Hüttenschuh, Jodhpur-Stiefel, Laufschuh, Lederschuh, Loafer, Longwing, Mary Jane, Mokassin, Monkstrap, Moonboots, Norweger, Pantoffel, Plateauschuh, Peeptoe, Pumps, Schnabelschuh, Schneeschuh, Sneaker, Sportschuh, Trotteur, Tanzschuh, Turnschuh, Wanderschuh, Wendeschuh.